# David Magie
David Magie (* 20. Januar 1877 in New York City, New York; † 22. April 1960 in Princeton, New Jersey) war ein US-amerikanischer Althistoriker.

## Leben und Werk
Seit 1893 studierte Magie am Princeton College (ab 1896 Princeton University), wo er 1897 den A.B., 1899 den A.M. erhielt. 1898 bis 1899 unterrichtete er an der Lawrenceville School in der Nähe von Princeton. Seit 1899 lehrte er an der Princeton University, zunächst als Instructor. Seit 1901 studierte er an der Universität Halle, wo er 1904 mit einer von Georg Wissowa angeregten Dissertation promoviert wurde. Seiit 1905 lehrte er als Preceptor und ab 1911 als Professor in Princeton. 1909 nahm er an der Second Princeton Archaeological Expedition to Syria teil. Im Ersten Weltkrieg war er 1917 bis 1918 im Department of Justice und im Department of State tätig, 1919 war er Mitglied der amerikanischen Mission bei der Pariser Friedenskonferenz. 1930, mit nur 53 Jahren, trat er in den Ruhestand und konnte sich dank seines Vermögens ganz seinen Studien widmen.
In seiner Dissertation untersuchte er, wie die Griechen mit den offiziellen Begriffen des römischen öffentlichen Rechts und des Sakralrechts rangen. Bekannt machte ihn seine kommentierte Übersetzung der Historia Augusta für die Loeb Classical Library, die klar Stellung zu den Kontroversen zu Datum und Autorenschaft nahm, zu einer Zeit, als dieses Werk außerhalb Deutschlands noch kaum im Interesse stand. Sein monumentales Lebenswerk stellt Roman Rule in Asia Minor dar, eine Geschichte der römischen Herrschaft in Kleinasien, die bis heute ein Standardwerk darstellt.

## Veröffentlichungen
- De Romanorum iuris publici sacrique vocabulis sol-lemnibus in Graecum sermonem conversis. Pars prior Dissertation Halle 1904.
- De Romanorum iuris publici sacrique vocabulis sol-lemnibus in Graecum sermonem conversis. Teubner, Leipzig 1905 (Digitalisat).
- Scriptores Historiae Augustae. 3 Bände, Harvard University Press/Heinemann, Cambridge/Mass. und London 1922, 1924, 1932.
- Roman Rule in Asia Minor. 2 Bände, Princeton University Press, Princeton 1950 (Digitalisat Band 1, Band 2).